# Bertoldo IV di Zähringen
Bertoldo IV di Zähringen (1125 – 8 dicembre 1186) fu duca di Zähringen e di Borgogna. Fondò numerose città, tra cui Friburgo.

## Biografia
Figlio di Corrado I di Zähringen e Clementia di Lussemburgo-Namur, succedette al padre nel 1152. A causa del matrimonio tra Federico Barbarossa e Beatrice di Borgogna perse il titolo di duca di Borgogna, ottenendo in compenso, quello di Rector Burgundiae oltre a diritti d'avvocazia su Ginevra, Losanna e Sion (1156). La competizione con il vicino duca di Svevia, Federico IV di Svevia, lo portò ad appoggiare Guelfo I di Toscana nella guerra per il feudo di Tubinga. Nel 1173 ottenne l'avvocazia anche sulla città di Zurigo.

## Matrimonio e figli
Egli sposò Elvige di Frohburg. Essi ebbero tre figli:
- Bertoldo V, ultimo duca di Zähringen;
- Agnese, sposata con Egino IV, conte di Urach;
- Anna, sposata con Ulrico III, conte di Kyburg.

Successivamente si risposò con Ida di Lorena, da cui non ebbe figli.

## Ascendenza
|                          |                             |                          | Genitori                  |  |  | Nonni |  |  | Bisnonni                                  |  |  | Trisnonni                 |  |
|                          |                             |                          |                           |  |  |       |  |  | Bertoldo I di Zähringen, duca di Carinzia |  |  | Bezelino di Villingen (?) |  |
|                          |                             |                          |                           |  |  |       |  |  | Bertoldo I di Zähringen, duca di Carinzia |  |  | Bezelino di Villingen (?) |  |
|                          |                             | …                        |                           |  |  |       |  |  | Bertoldo I di Zähringen, duca di Carinzia |  |  |                           |  |
| Bertoldo II di Zähringen |                             |                          |                           |  |  |       |  |  | Bertoldo I di Zähringen, duca di Carinzia |  |  |                           |  |
|                          |                             | Richwara di Carinzia     | …                         |  |  |       |  |  |                                           |  |  |                           |  |
|                          |                             | Richwara di Carinzia     | …                         |  |  |       |  |  |                                           |  |  |                           |  |
|                          |                             | Richwara di Carinzia     | …                         |  |  |       |  |  |                                           |  |  |                           |  |
| Corrado I di Zähringen   |                             | Richwara di Carinzia     |                           |  |  |       |  |  |                                           |  |  |                           |  |
|                          |                             | Rodolfo di Svevia        | Kuno di Rheinfelden       |  |  |       |  |  |                                           |  |  |                           |  |
|                          |                             | Rodolfo di Svevia        | Kuno di Rheinfelden       |  |  |       |  |  |                                           |  |  |                           |  |
|                          |                             | Rodolfo di Svevia        | …                         |  |  |       |  |  |                                           |  |  |                           |  |
| Agnese di Rheinfelden    |                             | Rodolfo di Svevia        |                           |  |  |       |  |  |                                           |  |  |                           |  |
|                          |                             | Adelaide di Savoia       | Oddone di Savoia          |  |  |       |  |  |                                           |  |  |                           |  |
|                          |                             | Adelaide di Savoia       | Oddone di Savoia          |  |  |       |  |  |                                           |  |  |                           |  |
|                          |                             | Adelaide di Savoia       | Adelaide di Susa          |  |  |       |  |  |                                           |  |  |                           |  |
| Bertoldo IV di Zähringen |                             | Adelaide di Savoia       |                           |  |  |       |  |  |                                           |  |  |                           |  |
|                          | Alberto III, conte di Namur | Alberto II di Namur      |                           |  |  |       |  |  |                                           |  |  |                           |  |
|                          | Alberto III, conte di Namur | Alberto II di Namur      |                           |  |  |       |  |  |                                           |  |  |                           |  |
|                          | Alberto III, conte di Namur | Regelinda di Lotaringia  |                           |  |  |       |  |  |                                           |  |  |                           |  |
| Goffredo I di Namur      | Alberto III, conte di Namur |                          |                           |  |  |       |  |  |                                           |  |  |                           |  |
|                          |                             | Ida di Sassonia          | Bernardo II di Sassonia   |  |  |       |  |  |                                           |  |  |                           |  |
|                          |                             | Ida di Sassonia          | Bernardo II di Sassonia   |  |  |       |  |  |                                           |  |  |                           |  |
|                          |                             | Ida di Sassonia          | Eilika di Schweinfurt     |  |  |       |  |  |                                           |  |  |                           |  |
| Clemenza di Namur        |                             | Ida di Sassonia          |                           |  |  |       |  |  |                                           |  |  |                           |  |
|                          |                             | Corrado I di Lussemburgo | Giselberto di Lussemburgo |  |  |       |  |  |                                           |  |  |                           |  |
|                          |                             | Corrado I di Lussemburgo | Giselberto di Lussemburgo |  |  |       |  |  |                                           |  |  |                           |  |
|                          |                             | Corrado I di Lussemburgo | …                         |  |  |       |  |  |                                           |  |  |                           |  |
| Ermesinde di Lussemburgo |                             | Corrado I di Lussemburgo |                           |  |  |       |  |  |                                           |  |  |                           |  |
|                          |                             | Clemenza d'Aquitania     | Guglielmo VII d'Aquitania |  |  |       |  |  |                                           |  |  |                           |  |
|                          |                             | Clemenza d'Aquitania     | Guglielmo VII d'Aquitania |  |  |       |  |  |                                           |  |  |                           |  |
|                          |                             | Clemenza d'Aquitania     | Ermesinda di Lotaringia   |  |  |       |  |  |                                           |  |  |                           |  |
|                          |                             | Clemenza d'Aquitania     |                           |  |  |       |  |  |                                           |  |  |                           |  |